# Zdeněk Manina
ak. soch. Zdeněk Manina (* 11. září 1961, Kladno) je český sochař, malíř, keramik, kreslíř a výtvarný pedagog.

## Život
Zdeněk Manina se narodil 11. září 1961 na Kladně. Po narození se společně s rodiči odstěhovali do Terezína, kde strávil následujících šest let. Pro Zdeňka Maninu to znamenalo prožít velkou část svého dětství, období plné her a čas prvního pádu z kola, na místě, které se nemůže zbavit své minulosti, v paměti mu uvízlo několik zážitků z návštěv s mateřskou školou v Malé terezínské pevnosti. Do první třídy nastoupil na základní školu v Kladně, kam se jeho rodina po několika letech vrátila. Ve svém studiu dále pokračoval na všeobecném gymnáziu v centru Kladna. Během studia opustil představu býti lékařem a místo toho zvolil vizi stát se umělcem.
Po úspěšném složení maturitní zkoušky nastoupil na Vysokou školu uměleckoprůmyslovou v Praze do ateliéru keramika a porcelán pod vedením profesora Otto Eckerta, který bohužel ateliér opouštěl, ovšem jeho odchod trval několik let, což značně komplikovalo studium v ateliéru a taky konzultace týkající se výtvarných děl, které byly nedílnou součástí studia. A tak byl Zdeněk Manina nucen najít jiného profesora, který by mu poradil a pomohl najít vlastní výtvarný styl. Záchranu nalezl u profesora Františka Buranta – grafika, malíře a sochaře. Díky němu se začínal vzdalovat užitému umění a postupně se zaměřil na umění malířské a sochařské, kterému zůstává věrný dodnes. V roce 1986 dokončil VŠUP Praha a začal se věnovat vlastní tvorbě. První samostatné výstavy byly věnovány malbě a kresbě a následně se zaměřil ve volné tvorbě i na sochařská díla.
V roce 1987 nastoupil do DOV Keramo Praha jako výtvarník. Ovšem v roce 1994 opustil toto místo i Prahu a zamířil na sever Čech do Ústí nad Labem, kde na IVK UJEB v ateliéru keramika a porcelán působil jako odborný asistent. V roce 1997 se vrátil do Prahy a veškerou energii věnoval své vlastní tvorbě, kterou představil veřejnosti na menších či větších výstavách, z této doby pochází realizace kašny věnované sv. Janu Nepomuckému, pítka a autorského designu laviček na třídě TGM v Kladně. Po 17 letech od ukončení studia v roce 2003 se vrátil na VŠUP Praha jako odborný asistent v ateliéru keramika a porcelánu, kde skončil v roce 2005.
Zdeněk Manina vytváří ze svých vizí figurální sochy, malby a kresby, které se pravidelně objevují v galeriích i mimo Českou republiku, zúčastnil se například mezinárodní přehlídky keramické plastiky European Ceramic Context 2014. Významný mezník v jeho tvorbě byla realizace sochařské instalace Řetěz ve Vitry Sur Sein u Paříže (partnerské město Kladna). Věnuje se také pedagogické činnosti na Gymnáziu v Kladně, kde učí výtvarnou výchovu. Dále se zabývá organizační a kurátorskou prací, stál u zrodu Kladenských dvorků a spolu s Františkem Tomíkem organizují Kladenský salón, bienále přehlídky výtvarných děl umělců z Kladenska a Středočeského kraje. Ateliér má na Kladně v Podprůhonu v Kolmistrově ulici.

### Stručná data
- 1976–1980 studium na Gymnáziu Kladno
- 1980–1986 studium na VŠUP Praha - ateliér keramiky a porcelánu
- 1987–1994 výtvarník DUV Keramo -  Praha
- 1994–1997 odborný asistent ateliéru keramiky a porcelánu IVK UJEP Ústí nad Labem
- 1997–2000 výuka výtvarné výchovy, Gymnázium Kladno
- 2003–2005 odborný asistent ateliéru Keramika a porcelán VŠUP Praha
- od 2007 výuka výtvarné výchovy, Gymnázium Kladno
- 2008 kurz kreslení perspektivy pro obor dokumentace památek, Filozofická fakulta UJEP v Ústí nad Labem

## Dílo
"Jestliže na sklonku osmdesátých let Zdeněk Manina plasticky osciloval mezi figurativně-animálním až abstrahujícím tvaroslovím, od devadesátých let 20. století zpracovává keramickou hmotu, pálenou hlínu nebo kameninu, a také laminát a bronz, v podobě lidské figury. Toto Maninovo důrazné soustředění na anonymní mužskou figuru či figury časem (po roce 2000) změklo v proměně habitu; muže v některých scénách vystřídalo dítě, chlapec či chlapci i ženské figury. A přesto tato nadčasová figurální jednostrannost v až palčivě hutné a syrové tělesnosti v sobě nese (ukrývá, soustřeďuje) kód přítomnosti, neboť se zřejmě budeme ztotožňovat se zranitelností lidské existence, obnaženou téměř až na samý práh mezi životem a smrtí, nebo naopak v Maninových humanoidech budeme adorovat sílu, odvahu a schopnost nepoddat se jakémukoli vnějšímu tlaku či násilí nebo obdivovat vytrvalost a vitalitu maximálního fyzického a volného nasazení. To vše tedy můžeme odezírat z figur Zděňka Maniny. Ba co víc, ve zmnoženém úsilí figurálních scén, v sousoších či instalacích, se vzájemný pohyb figur a jejich gesta buď opakují, či dokonce násobí, nebo se proměňují v hybný děj, boj zápas, rituál pohybu..."

### Zastoupení ve sbírkách
- Uměleckoprůmyslové muzeum v Praze
- Alšova jihočeská galerie, Mezinárodní muzeum keramiky Bechyně
- Západočeská galerie v Plzni
- Moravská galerie v Brně
- Rabasova galerie Rakovník

### Realizace

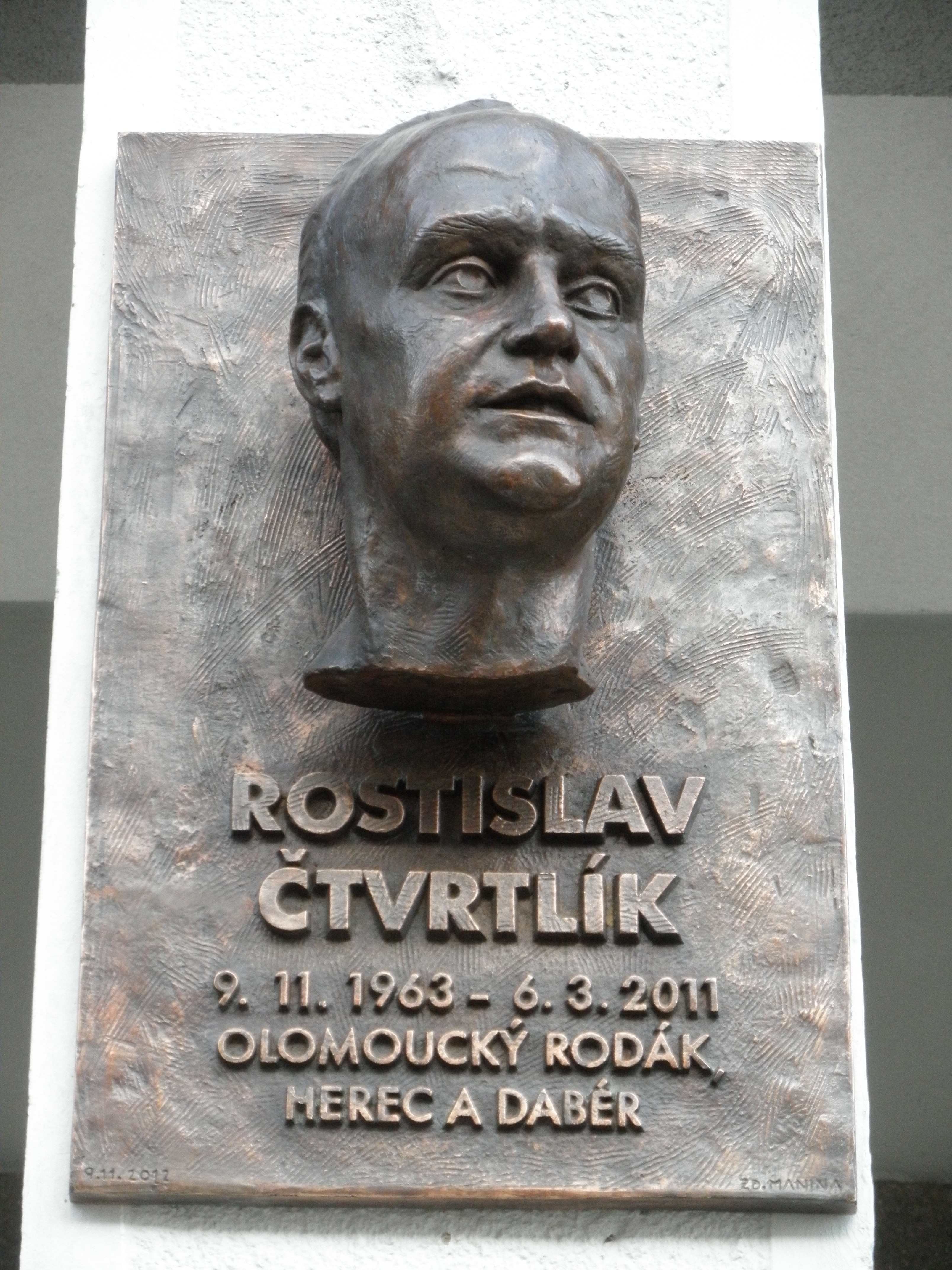
Bronzová busta Rostislava Čtvrtlíka.

- 1996 – fontána, třída T. G. Masaryka, Kladno
- 1999 – velkoplošné vitráže, bronzová plastika, Točná
- 2000 – nástropní malby, zámek Dětenice
- 2001 – rekonstrukce malby na plech - Ukřižování, Kladno
- 2002 – fontána, třída T. G. Masaryka Kladno, společně s ing. arch. P. Šulcem
- 2003 – obrazy, soukromá vila, Horní Bezděkov
- 2006 – figurální plastiky a malby, pracovna ředitelky Gymnázia Kladno
- 2009 – figurální plastika, laminát, Vitry-sur-Seine, Francie
- 2010 – památník padlým ve světových válkách, pískovec, Braškov
- 2012 – pamětní deska Rostislavu Čtvrtlíkovi, bronz Olomouc
- 2018 – Poletíme, sousoší vyrobené z litiny, Kladno - Podprůhon
- 2018 – kopie domovních znamení, Muzeum věžáků, Kladno – Rozdělov
- 2018 – pamětní deska malíři Vladimíru Veselému, Galerie Ve věži, Mělník
- 2018 – pamětní deska J. W. Goethemu, Loket nad Ohří
- 2019 – Kolmistr, keramická plastika, Kladno
- 2022 –  pomník Poděkování, železo, Chorušice–Zahájí
- 2022 –  plastika Plavci, Plavecký bazén, bronz, Kladno

### Samostatné výstavy - výběr
- 1989 Malby a kresby, Divadlo Jiřího Wolkera, Praha
- 1989 Malby, Galerie 55, Kladno
- 1993 Kresby, Divadlo pod Palmovkou, Praha
- 1994 Plastiky a kresby, Městské muzeum v Kladně
- 1998 Figury, Zámecká galerie v Kladně, hejtmanství na hradě Křivoklátě
- 1999 Gallery sklo Tula Art Center, Atlanta, USA
- 2000 Poletíme, Galerie U prstenu, Praha, Rabasova galerie, Rakovník
- 2001 Poletíme, Městské muzeum Čelákovice, galerie Chodovská tvrz, Praha
- 2002 Balance, Galerie města Plzně, Plzeň
- 2004 Objekty a sochy, Galerie XXL, Louny, společně s P. Knapkem
- 2004 Vzorní, studiová scéna Městského divadla v Kolíně
- 2005 Dětské hry, Studio Paměť, Praha
- 2005 Vzorní, Galerie U Dobrého pastýře, Brno
- 2007 Sochy a obrazy, Zámecká galerie města Kladna, společně s René Krásou
- 2010 …dno brodu se někdy dláždí, Alšova jihočeská galerie v Hluboké nad Vltavou
- 2011 Personalista, Památník Lidice, Lidická galerie
- 2012 Ostří se tupí, ostří se brousí, Letohrádek Ostrov pobočka Galerie umění Karlovy Vary
- 2014 Zdeněk Manina, Libor Jaroš, Rabasova galerie, Rakovník
- 2017 Expozice, Galerie Nová síň, Praha
- 2022 Plavci a jiné postavy. Galerie města Plzně, Plzeň (s Ivanou Urbánkovou

## Galerie

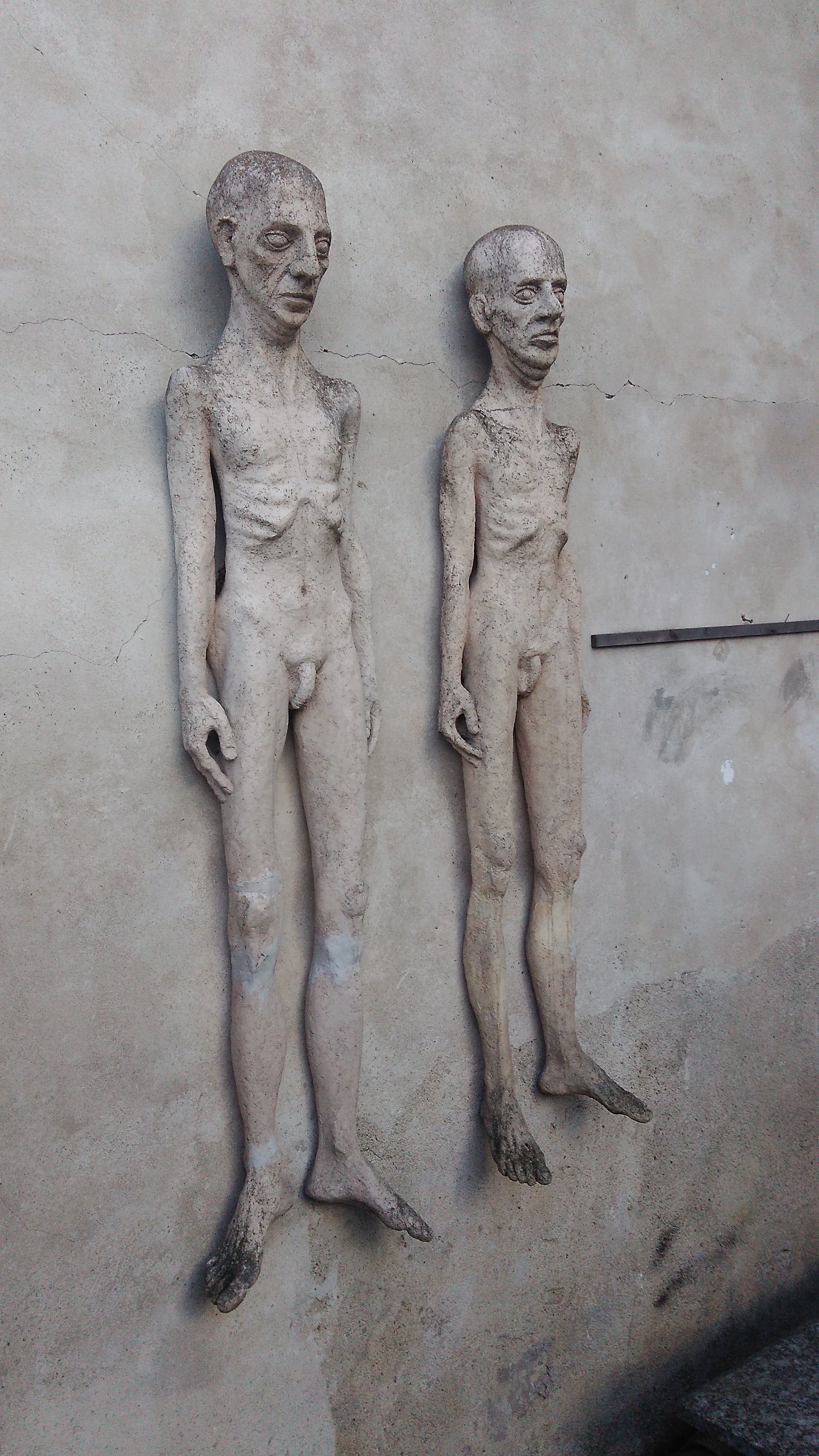
muži u vstupu do ateliéru v Podprůhonu
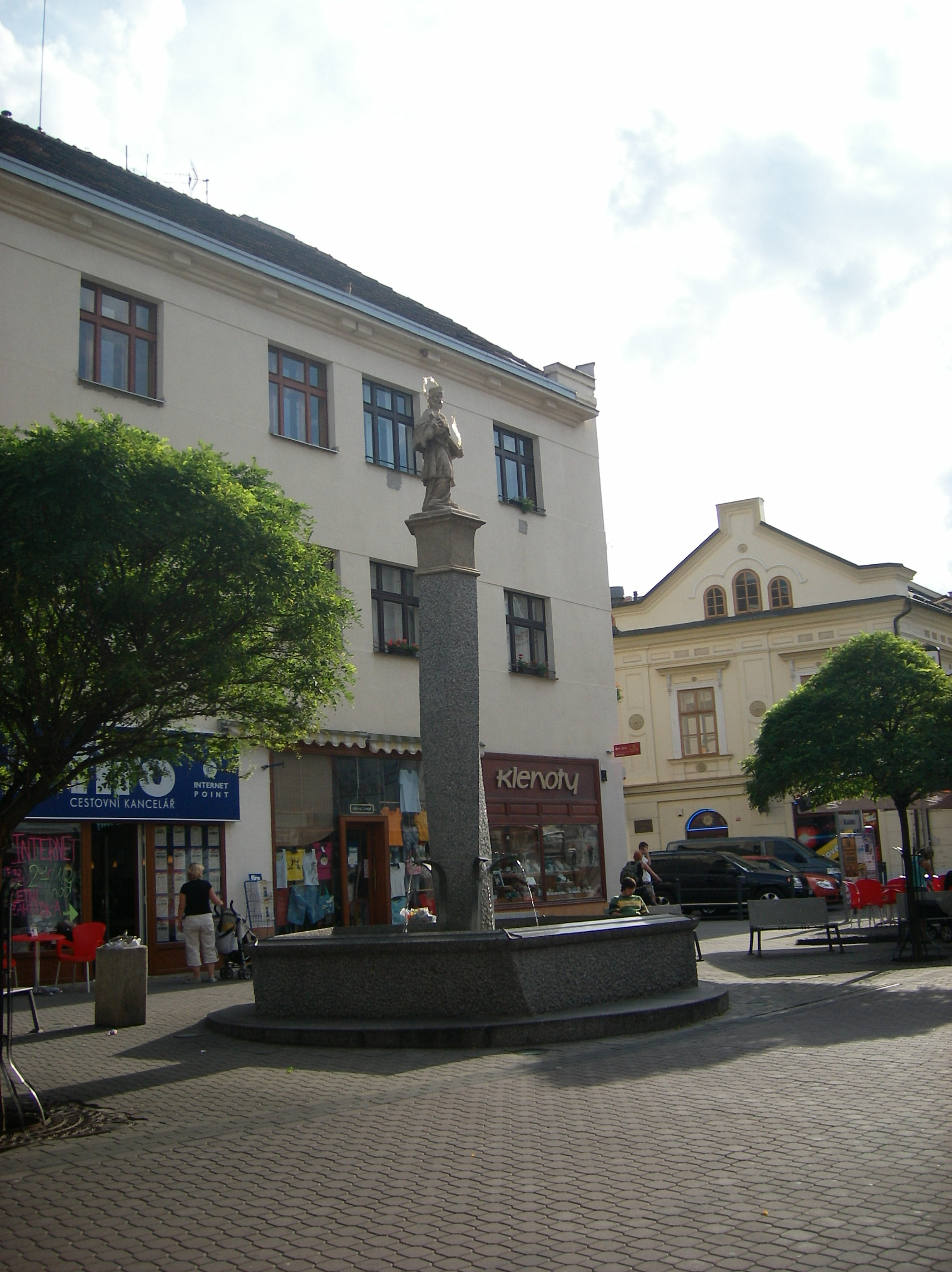
Kašna se sochou sv. Jana Nepomuckého, třída T. G. Masaryka, Kladno
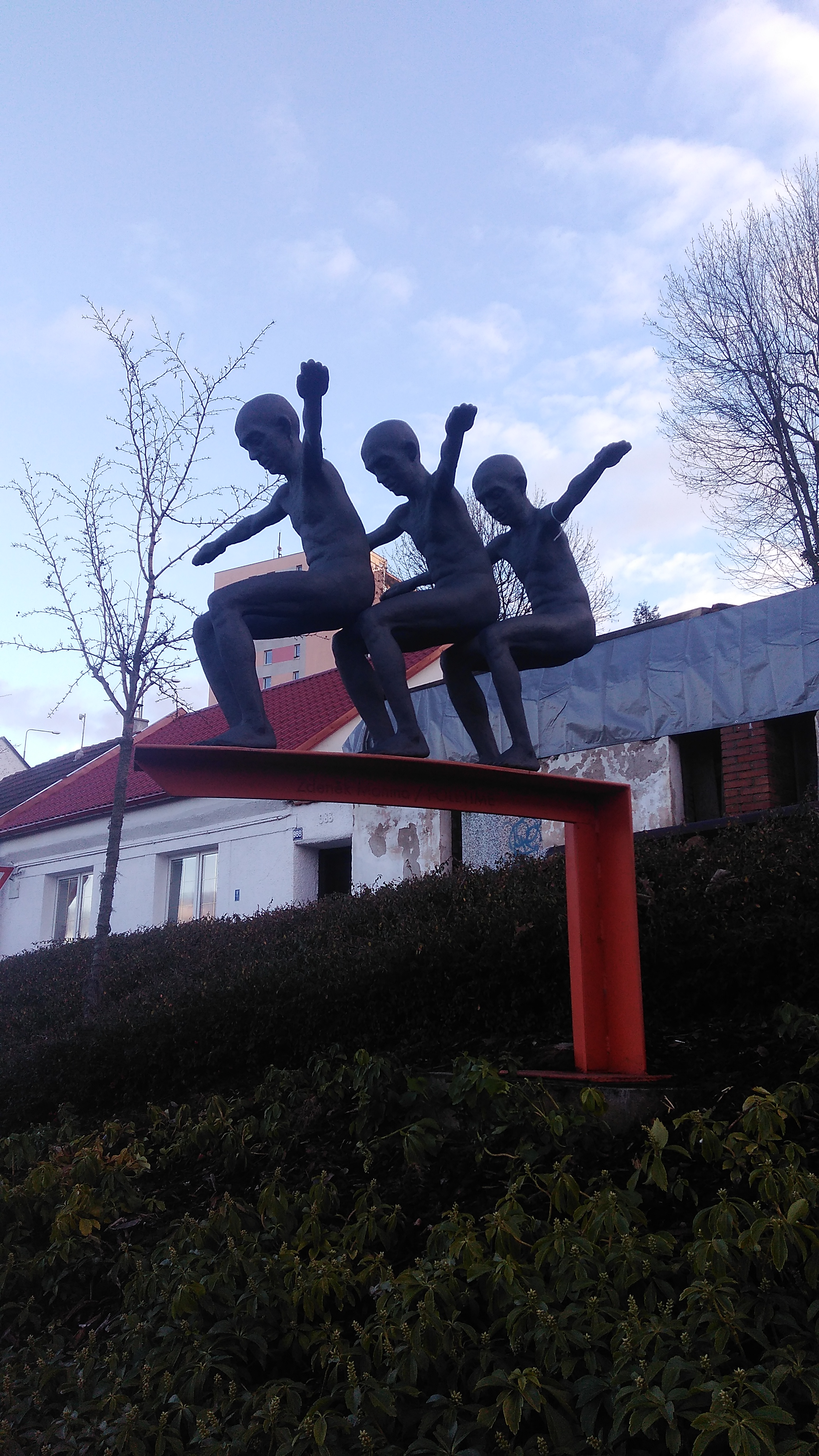
Socha Poletíme v Podprůhonu
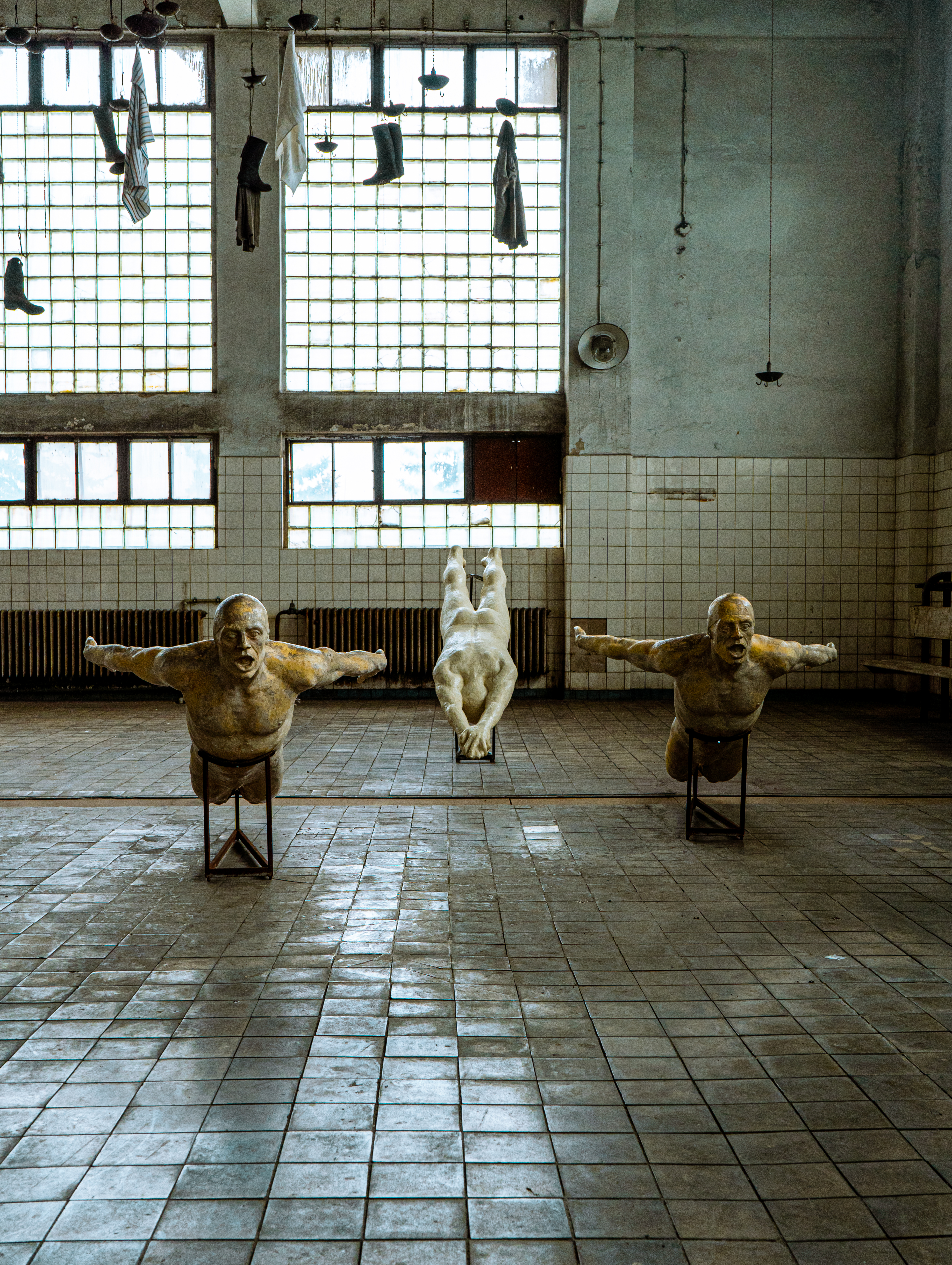